# Боргата дела Стационе (Ферара)
Боргата дела Стационе (итал. Borgata della Stazione) је насеље у Италији у округу Ферара, региону Емилија-Ромања.
Према процени из 2011. у насељу је живело 54 становника. Насеље се налази на надморској висини од 2 м.